# ولادیمیر شادرین
ولادیمیر شادرین (انگلیسی: Vladimir Shadrin؛ زادهٔ ۶ ژوئن ۱۹۴۸) بازیکن هاکی روی یخ اهل اتحاد جماهیر شوروی سوسیالیستی بود.
وی همچنین برندهٔ جوایزی همچون نشان دوستی شده‌است.